# Лалетина-Чернобровкина, Светлана
Светлана Лалетина-Чернобровкина (род. 10 мая 1970) — советская, российская конькобежка. Участница чемпионата Европы (1992), зимней Универсиады-1991 в Саппоро (Япония). Выступала на трех чемпионатах СССР и России в классическом многоборье.
Самые удачные выступление Светланы Лалетиной-Чернобровкиной в её спортивной карьере: на чемпионате СССР-1990 (9-е место в общем зачёте и 2-е место на дистанции 3000 метров) и на международных соревнованиях на катке Медео (СССР) в 1989 году, где она была четвёртой среди юниоров.

## Олимпийские игры, Универсиады
| турнир                                        | дата             | город   | очки | 500 м | 1500 м | 3000 м       | 5000 м       | место |
| --------------------------------------------- | ---------------- | ------- | ---- | ----- | ------ | ------------ | ------------ | ----- |
| 15-я зимняя Универсиада — отдельные дистанции | 3 — 8 марта 1991 | Саппоро | -    | -     | -      | 4.51,89 (12) | 8.30,83 (12) | -     |

## Чемпионаты Европы
| турнир                        | дата                | город    | очки    | 500 м      | 1500 м       | 3000 м       | 5000 м | место     |
| ----------------------------- | ------------------- | -------- | ------- | ---------- | ------------ | ------------ | ------ | --------- |
| Чемпионат Европы — многоборье | 17 — 19 января 1992 | Херенвен | 134,709 | 44,02 (23) | 2.12,80 (22) | 4.38,54 (21) | -      | без места |

## Чемпионаты СССР, России
| турнир                             | дата                 | город     | очки    | 500 м         | 1500 м       | 3000 м       | 5000 м      | место     |
| ---------------------------------- | -------------------- | --------- | ------- | ------------- | ------------ | ------------ | ----------- | --------- |
| Чемпионат СССР — многоборье        | 4 — 5 февраля 1990   | Москва    | -       | не стартовала | 2.27,61 (22) | 4.51,15 (12) | -           | без места |
| Чемпионат СССР — многоборье        | 14 — 16 декабря 1990 | Ленинград | 179,057 | 42,78 (13)    | 2.11,83 (15) | 4.32,55 (2)  | 7.49,09 (5) | 9         |
| 30-й чемпионат России — многоборье | 21 — 22 февраля 1992 | Иркутск   | -       | 46,67 (23)    | -            | 5.00,53 (9)  | -           | без места |

## Международные соревнования
| турнир                                  | дата               | город | очки    | 500 м     | 1500 м      | 3000 м      | 5000 м      | место |
| --------------------------------------- | ------------------ | ----- | ------- | --------- | ----------- | ----------- | ----------- | ----- |
| Международные соревнования — многоборье | 20 — 23 марта 1989 | Медео | 182,902 | 43,65 (6) | 2.13,71 (4) | 4.36,80 (5) | 8.05,49 (2) | 4     |

## Ссылка
- Информация о Светлане Лалетиной-Чернобровкиной на сайте Deutsche Eisschnelllauf-Gemeinschaft  (нем.)
- Информация о Светлане Лалетиной-Чернобровкиной на сайте SkateResults.com  (англ.)